# Proliv Starka
La Proliv Starka è un peschereccio oceanico/nave officina russo. 
Varato in Italia con il nome di Assunta Tontini Madre fu la più grande nave da pesca oceanica mai costruita in Europa nella seconda metà degli anni 1970. I Paesi del Nord Europa costrinsero la società armatrice italiana a vendere la nave dopo qualche anno di esercizio perché l'Italia avrebbe superato le catture delle altre flotte da pesca oceaniche europee.

## Servizio
La nave fu varata nel 1976, commissionata ai cantieri navali di Viareggio dalla società Tontini Pesca S.p.A. di Anzio, la più grande compagnia italiana di pesca di allora. Dal 1981 operò con la stessa compagnia che assunse il nome di Surgelati Tontini Pesca S.p.A. L'Assunta Tontini Madre in quegli anni costituiva l'unità maggiore della classe di pescherecci d'altura italiani che comprendeva una delle flotte tra le più moderne ed efficienti al mondo. 
Nel 1984 fu acquistata dalla società delle Fær Øer P/f Atlantic Trawlers e immatricolata a Tórshavn con il nome di Reynsatindur e venduta nel 1986 alla società Gardastovu P/f che la registrò con il nome di Olaf í Garðastovu nel compartimento di Vestmanna.
Nel 1988 fu ceduta alla compagnia sudcoreana Dongbang Ocean Fisheries Co Ltd che la nominò Dong Bang, che a sua volta la vendette nel 1997 alla società Hansung Enterprise Co Ltd che registrò la nave a Pusan con il nome di Joon Sung No.3.
Nel 2003 fu acquisita dalla compagnia russa Ussuri Co Ltd e immatricolata a Vladivostok con il nome di Proliv Starka.